# Lijst van voetbalinterlands Bulgarije - Israël
Deze lijst van voetbalinterlands is een overzicht van alle officiële voetbalwedstrijden tussen de nationale teams van Bulgarije en Israël. De landen hebben tot op heden zes keer tegen elkaar gespeeld. De eerste ontmoeting was een kwalificatiewedstrijd voor het Wereldkampioenschap voetbal 1966 in Sofia op 13 juni 1965. Het laatste duel, een kwalificatiewedstrijd voor het Wereldkampioenschap voetbal 1998, werd gespeeld op 20 augustus 1997 in de Bulgaarse hoofdstad.

## Wedstrijden
| № | Plaats   | Datum            | Competitie           | Wedstrijd          | Uitslag |
| - | -------- | ---------------- | -------------------- | ------------------ | ------- |
| 1 | Sofia    | 13 juni 1965     | WK 1966 kwalificatie | Bulgarije − Israël | 4 − 0   |
| 2 | Tel Aviv | 21 november 1965 | WK 1966 kwalificatie | Israël − Bulgarije | 1 − 2   |
| 3 | Tel Aviv | 2 december 1992  | WK 1994 kwalificatie | Israël − Bulgarije | 0 − 2   |
| 4 | Sofia    | 12 mei 1993      | WK 1994 kwalificatie | Bulgarije − Israël | 2 − 2   |
| 5 | Tel Aviv | 1 september 1996 | WK 1998 kwalificatie | Israël − Bulgarije | 2 − 1   |
| 6 | Sofia    | 20 augustus 1997 | WK 1998 kwalificatie | Bulgarije − Israël | 1 − 0   |

## Samenvatting
| Competitie      | Totaal gespeeld | Winst Bulgarije | Gelijk | Winst Israël | Doelsaldo Bulgarije – Israël |
| --------------- | --------------- | --------------- | ------ | ------------ | ---------------------------- |
| WK-kwalificatie | 6               | 4               | 1      | 1            | 12 − 5                       |
| Totaal          | 6               | 4               | 1      | 1            | 12 − 5                       |

Wedstrijden bepaald door strafschoppen worden, in lijn met de FIFA, als een gelijkspel gerekend.